# Albizia bracteata
Albizia bracteata är en ärtväxtart som beskrevs av Stephen Troyte Dunn. Albizia bracteata ingår i släktet Albizia och familjen ärtväxter. Inga underarter finns listade i Catalogue of Life.